# Dobrut
Dobrut – wieś w Polsce położona w województwie mazowieckim, w powiecie szydłowieckim, w gminie Orońsko. Ma status sołectwa. Leży przy DK7.
W latach 1975–1998 miejscowość administracyjnie należała do województwa radomskiego.
Wierni Kościoła rzymskokatolickiego należą do parafii Wniebowzięcia Najświętszej Maryi Panny w Orońsku.